# Marius-Constantin Budăi
Marius-Constantin Budăi (ur. 1 maja 1972 w Curtești w okręgu Botoszany) – rumuński polityk i urzędnik, parlamentarzysta, w latach 2018–2019 i 2021–2023 minister pracy.

## Życiorys
W 1990 ukończył szkołę średnią w Botoszanach. Następnie uzyskiwał licencjat z finansów i bankowości (2008) oraz magisterium z zarządzania finansami publicznymi (2010) na Universitatea Spiru Haret w Bukareszcie. Kształcił się też na kursach z zarządzania projektami, księgowości i zarządzania publicznego. Przez kilkanaście lat pracował jako referent i inspektor w lokalnej pomocy społecznej w Botoszanach, w 2009 doszedł do stanowiska kierowniczego. Zatrudniony także jako koordynator w firmie kurierskiej oraz doradca w parlamencie. Od 2013 do 2016 pozostawał dyrektorem wykonawczym lokalnego oddziału kasy ubezpieczeń społecznych Casa Națională de Pensii Publice.
Związał się z Partią Socjaldemokratyczną, w 2016 z jej ramienia wybrano go do Izby Deputowanych. W listopadzie 2018 powołany na stanowisko ministra pracy i sprawiedliwości społecznej w rządzie Vioriki Dăncili. Zakończył urzędowanie z całym rządem w listopadzie 2019. W wyborach w 2020 z powodzeniem ubiegał się o poselską reelekcję. W listopadzie 2021 objął funkcję ministra pracy i solidarności społecznej, dołączając do powołanego wówczas gabinetu Nicolae Ciuki. Utrzymał to stanowisko także w utworzonym w czerwcu 2023 rządzie Marcela Ciolacu. Zrezygnował z tej funkcji w następnym miesiącu w związku z wynikami kontroli w domach opieki nad starszymi ludźmi, wskazującymi na liczne nadużycia i niehumanitarne traktowanie pensjonariuszy. W 2024 po raz kolejny został wybrany do niższej izby rumuńskiego parlamentu.